# European Top 100 Albums
European Top 100 Albums je lista najprodavanijih albuma u Europi. Ono što je za SAD Billboard 200, to je za Europu European Top 100 Albums. Lista je nastala iz Billboarda 1987.
Podaci se dobivaju i obrađuju prema IFPI i to iz 19 europskih država.
Lista se prati kao i Billboard 200, što znači da se prodaja mjeri od ponedjeljka do nedjelje, a rezultati se objavljuju u sljedeći četvrtak s napisanim završnim datumom sljedeće subote.
Prvi Eurochart broj 1 album je bio True Blue američke pjevačice Madonne.

## Vanjske poveznice
- Trenutna lista European Top 100 Albums (prvih 50)